# دانيل لوكاش
دانيل لوكاش (بالمجرية: Lukács Dániel)‏ هو لاعب كرة قدم مجري في مركز الهجوم، ولد في 3 أبريل 1996 في بودابست في المجر. لعب مع نادي بودابست هونفيد.

## وصلات خارجية
- دانيل لوكاش على موقع اتحاد المجر (الهنغارية)
- دانيل لوكاش على موقع قاعدة بيانات كرة القدم.إي يو (الإنجليزية)
- دانيل لوكاش على موقع Soccerway.com (الإنجليزية)